# Carvin
Carvin ist eine französische Stadt mit 17.966 Einwohnern (1. Januar 2022) im Département Pas-de-Calais in der Region Hauts-de-France. Sie gehört zum Arrondissement Lens, zum Kanton Carvin und ist Mitglied der Communauté d’agglomération d’Hénin-Carvin. 

## Geografie
Die ehemalige Bergbaustadt Carvin liegt im Nordfranzösischen Kohlerevier an der Grenze zum Département Nord, zwischen Lille und Lens. Die kanalisierte Deûle (auch: Canal de la Deûle) bildet die Südgrenze der Stadt Carvin, zu der die ehemaligen Bergarbeitersiedlungen Cité Saint-Paul und Cité Saint-Jean gehören. Auch ein Teil der Ortschaft Carembault gehört zu Carvin, daher der inoffizielle Namenszusatz -en-Carembault. Carvin grenzt im Norden an Annœullin und Carnin, im Nordosten an Camphin-en-Carembault, im Osten an Libercourt, im Südosten an Oignies, im Süden an Courrières und Harnes, im Südwesten an Annay, Estevelles und Pont-à-Vendin, im Westen an Meurchin sowie im Nordwesten an Provin.

## Einwohnerentwicklung
| Jahr      | 1962   | 1968   | 1975   | 1982   | 1990   | 1999   | 2011   | 2022  |
| --------- | ------ | ------ | ------ | ------ | ------ | ------ | ------ | ----- |
| Einwohner | 16.139 | 17.097 | 15.601 | 16.206 | 17.059 | 17.772 | 17.102 | 17966 |

## Sehenswürdigkeiten

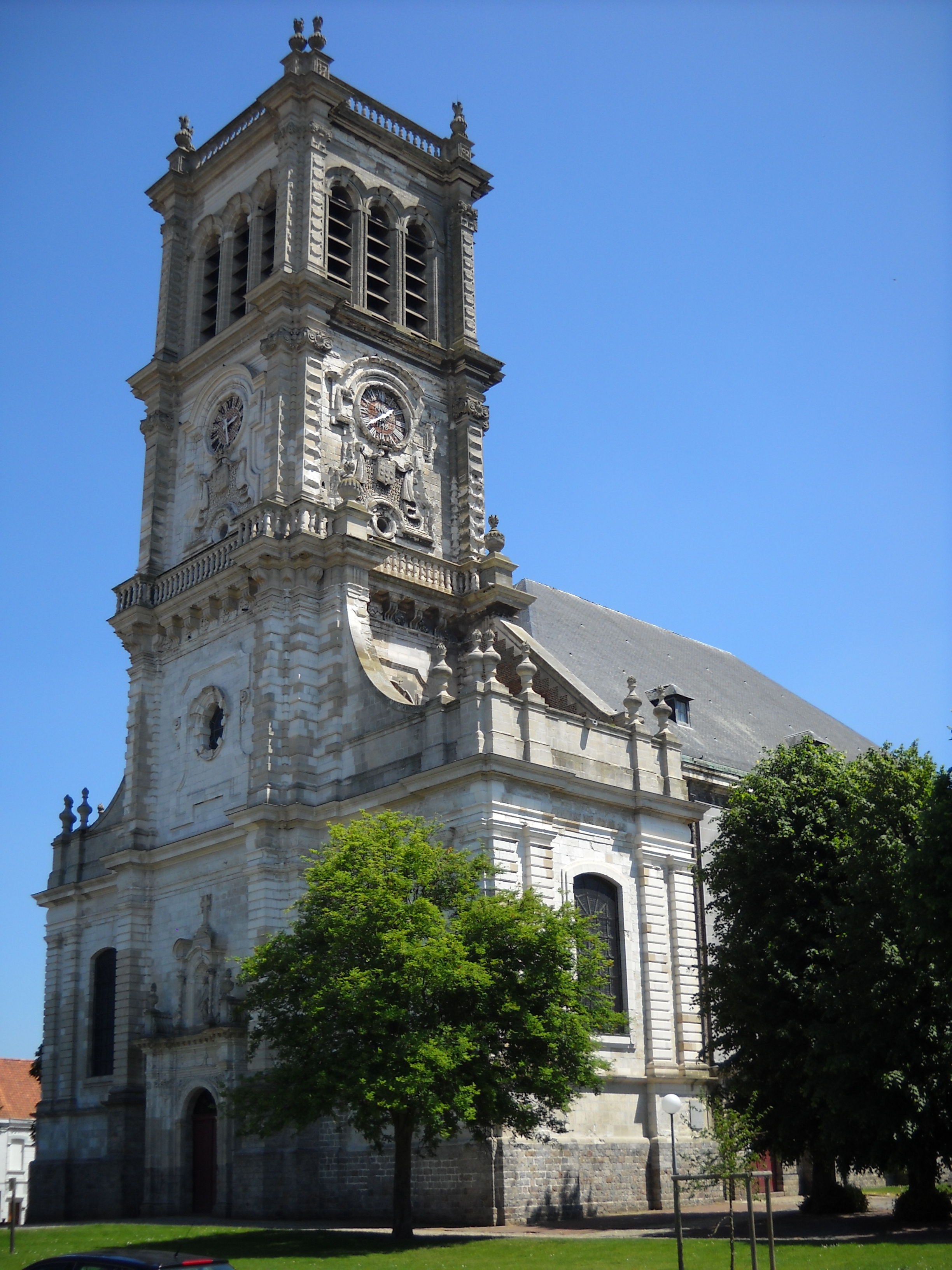
Kirche Saint-Martin
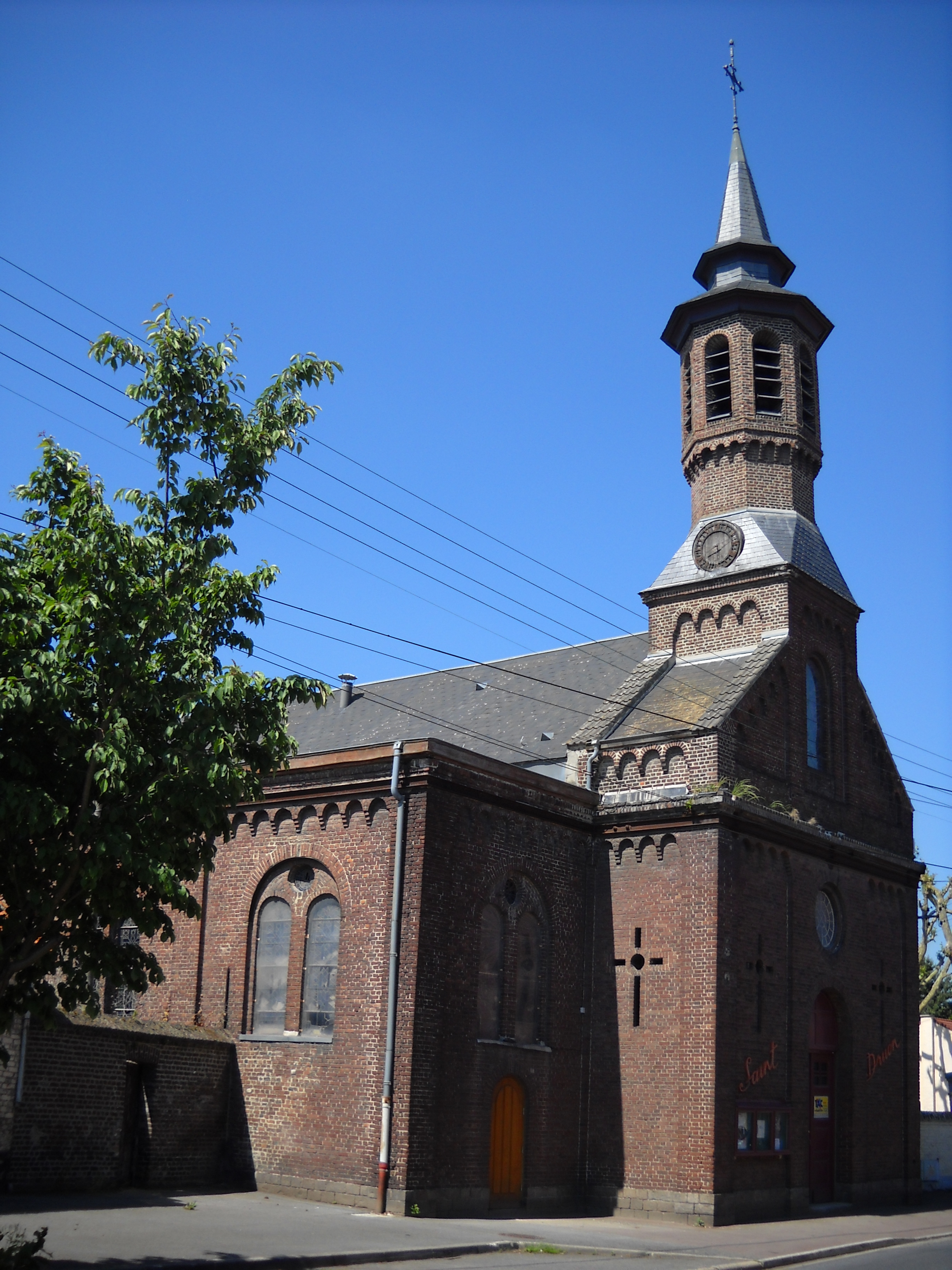
Kirche Saint-Druon
Kirche Saint-Pauk in der gleichnamigen ehemaligen Bergbausiedlung
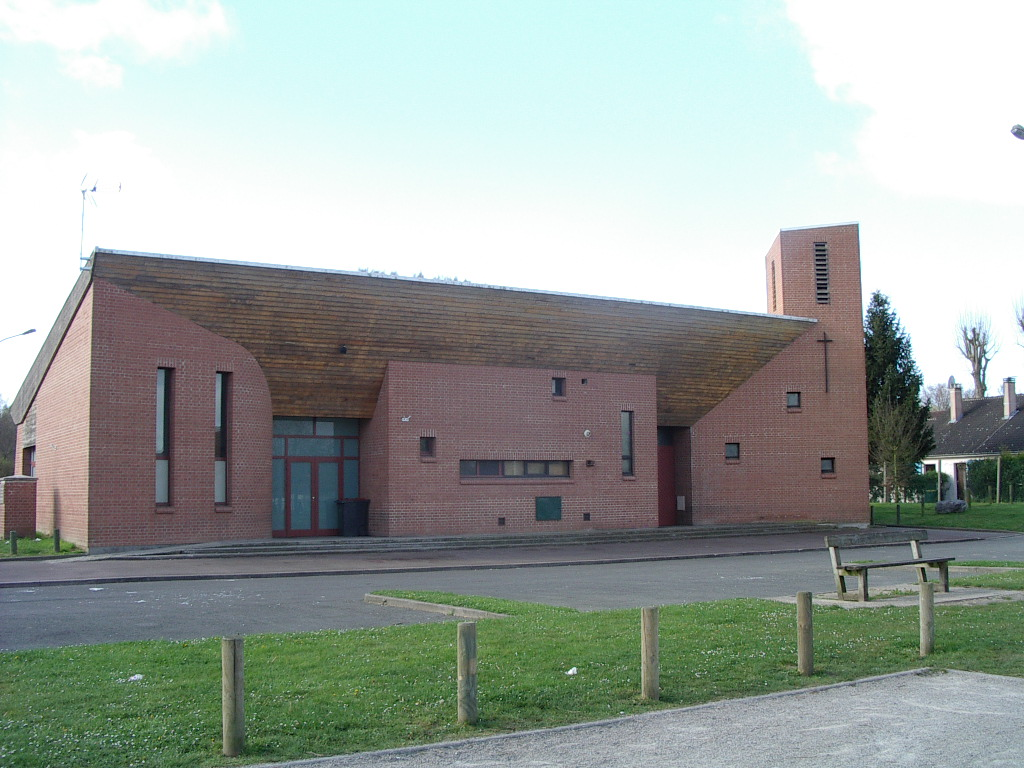
Kapelle Sainte-Barbe, inzwischen entweiht
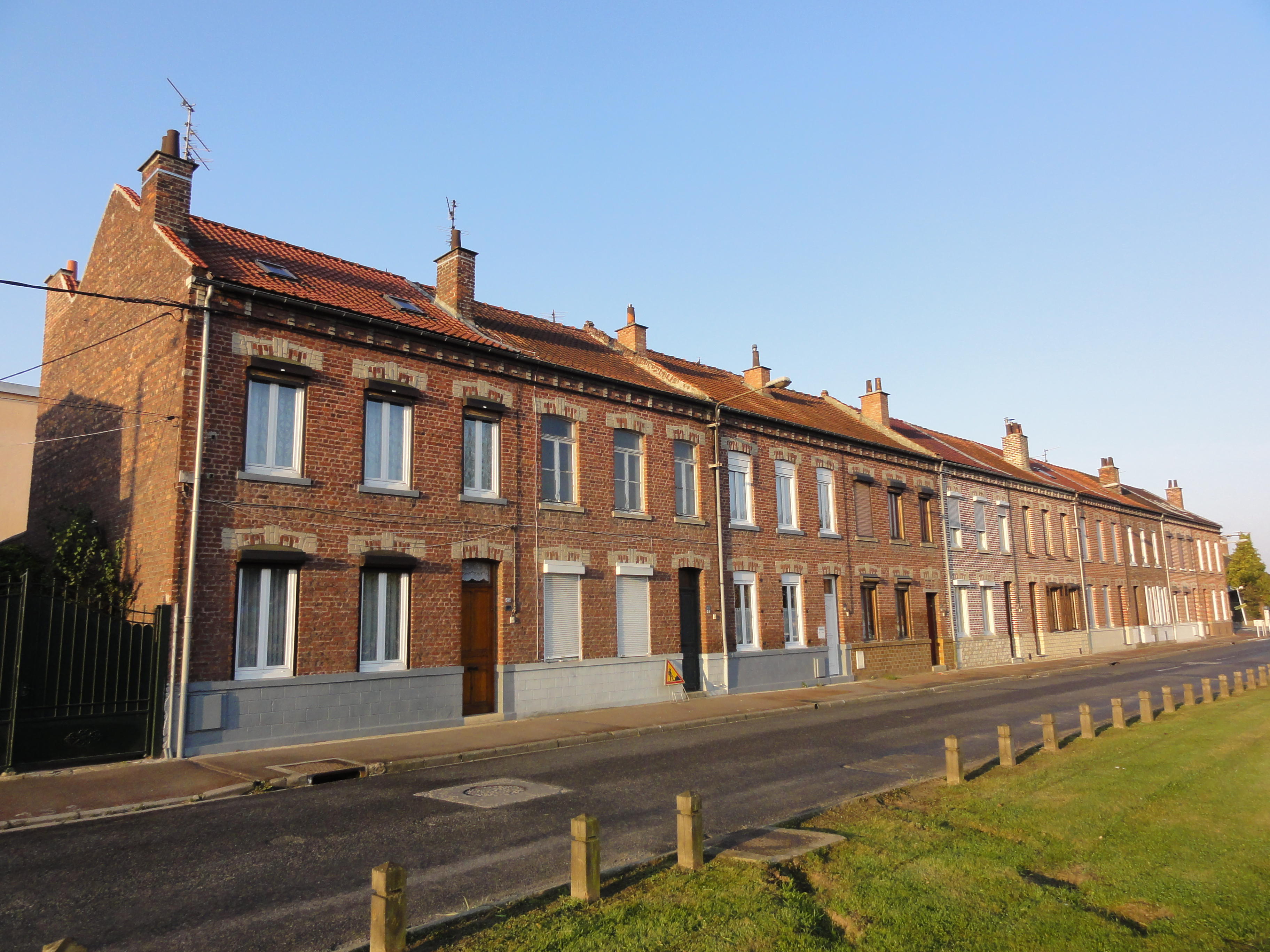
Typische Bergarbeiterhäuser in der Zeche Nr. 3
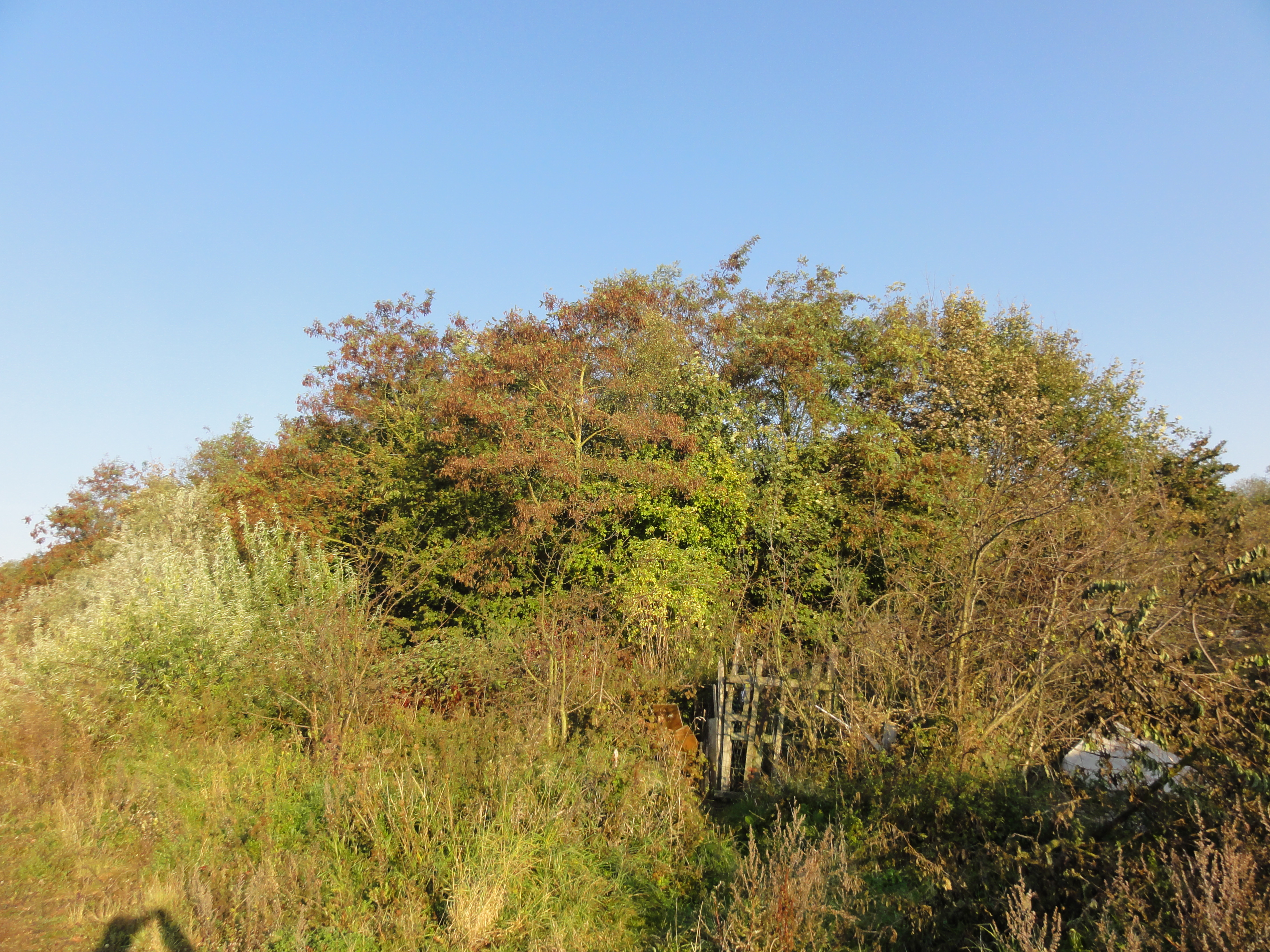
Zugewachsene Abraumhalde Nr. 111A
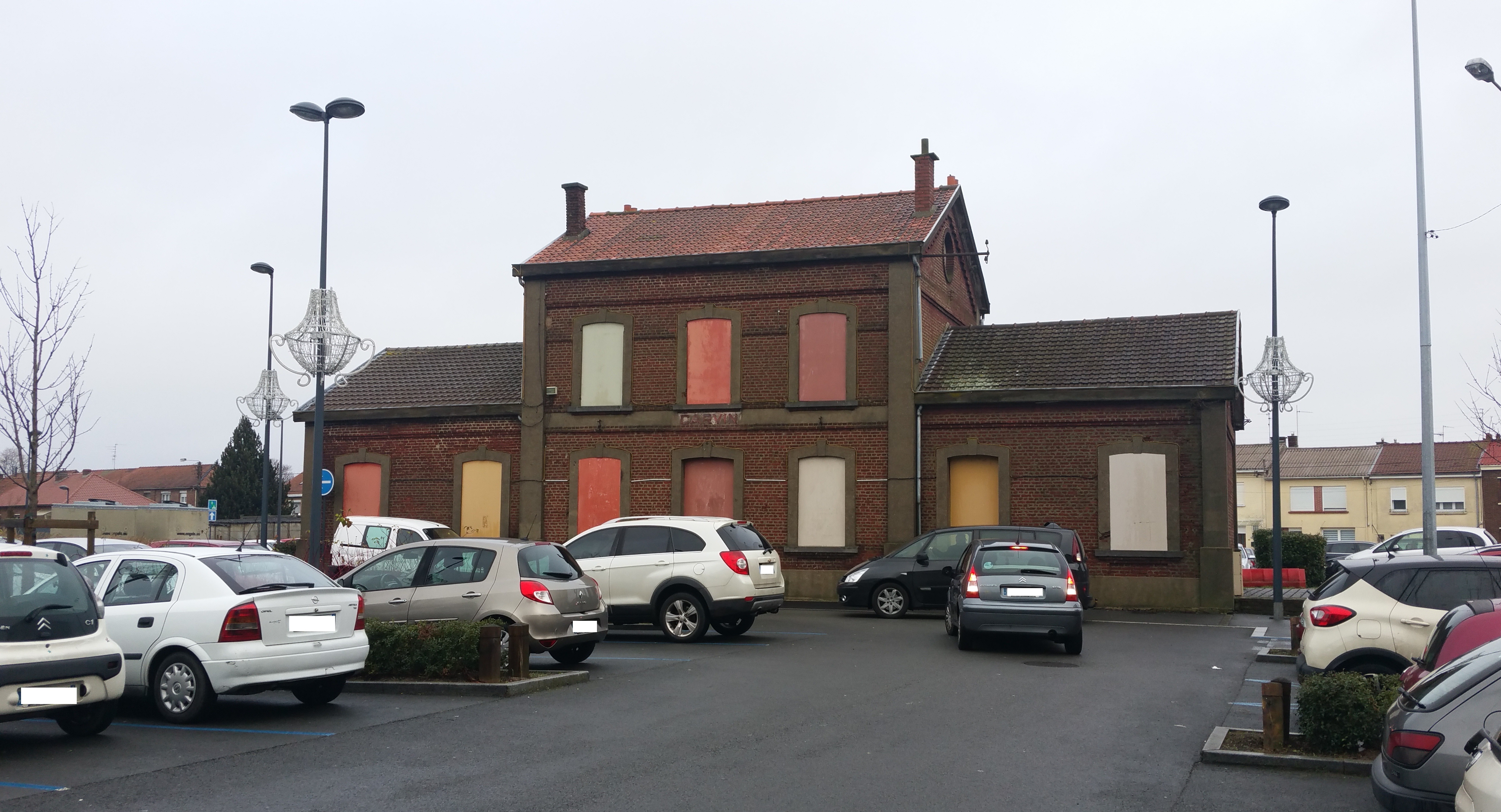
Ehemaliger Bahnhof
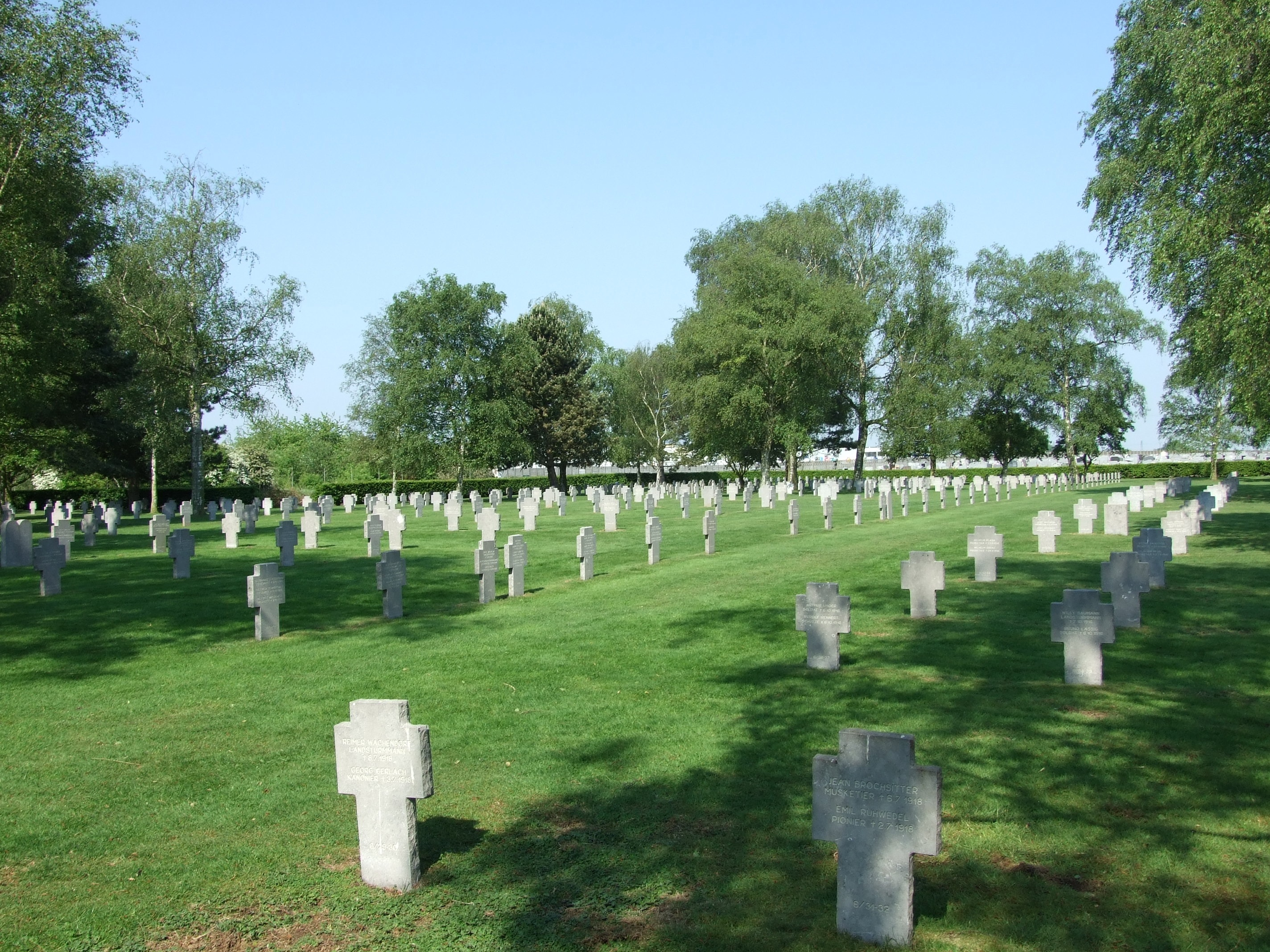
Deutscher Soldatenfriedhof

## Städtepartnerschaften
- Kłodzko in Polen
- Carvico in Italien

## Persönlichkeiten
- Jacques Dimont (1945–1994), in Carvin geborener Florettfechter und Olympiasieger
- Jacques Secrétin (1949–2020), in Carvin geborener Tischtennisspieler, Europa- und Weltmeister